# Стурба
Стурба је ријека у у југозападном дијелу Босне и Херцеговине, која протиче кроз Ливањско поље. Извире у истоименом насељеном мјесту у општини Ливно. Саграђеним водоводом снабдева околна мјеста питком водом. Стурба је дуга 14,5 km. Богата је пастрмкама, поточном и калифорнијском.